# Републичка дирекција за воде
Републичка дирекција за воде је орган управе у саставу Министарства пољопривреде, шумарства и водопривреде. Дирекцијом руководи директор, а тренутно је вршилац дужности директор Маја Грбић.

## Надлежности
Републичка дирекција за воде је надлежна за следеће послове:
- политику водопривреде
- вишенаменско коришћење вода
- водоснабдевање, изузев дистрибуције воде
- заштиту од вода
- спровођење мера заштите вода и планску рационализацију потрошње воде
- уређење водних режима
- праћење и одржавање режима вода који чине и пресецају границу Републике Србије
- инспекцијски надзор у области водопривреде
- друге послове одређене законима

## Организационе јединице
Дирекција је организована на следеће јединице:
- Одељење за управљање водама и међународну сарадњу
  - Група за водна акта, аналитичке послове и стандарде у области вода
  - Група за учествовање у стратешком планирању и управљању
  - Група за уређење и коришћење вода
  - Група за заштиту вода од загађивања
  - Група за уређење водотока и заштиту од штетног дејства вода
- Одeљење за правне, економско - финансијске и административнe послове
- Одељење водне инспекције
  - Одсек водне инспекције Краљево
  - Одсек водне инспекције Лесковац
  - Одсек водне инспекције Лозница